# تمارا بروكس
تمارا بروكس (بالإنجليزية: Tamara Brooks)‏ هي موزعة أمريكية، ولدت في 11 سبتمبر 1941 في يونكيرس في الولايات المتحدة، وتوفيت في 19 مايو 2012 في هيوستن في الولايات المتحدة بسبب نوبة قلبية.

## وصلات خارجية
- تمارا بروكس على موقع ميوزك برينز (الإنجليزية)
- تمارا بروكس على موقع ديسكوغز (الإنجليزية)